# Požežina
Požežina (Servisch cyrillisch Пожежина) is een plaats in de Servische gemeente Novi Pazar. De plaats telt 251 inwoners (2002).